# Nino Baciasvili
Nino Baciasvili (grúzul: ნინო ბაციაშვილი, a nemzetközi szakirodalomban Nino Batsiashvili) (Batumi, 1987. január 1. –) grúz női sakkozó, nemzetközi mester (IM), női nagymester (WGM), sakkolimpikon, csapatban sakkvilágbajnok, Grúzia női sakkbajnoka (2015), Európa-bajnoki ezüstérmes (2015).

## Sakkpályafutása

### Ifjúsági versenyeredményei
Először 1997-ben vett részt az U10 korosztályos ifjúsági sakk-Európa-bajnokságon, ahol a 41 résztvevő között a 21. helyen végzett. 2002-ben, 15 éves korában az U20 korosztályos junior sakk-Európa-bajnokságon indították el, és a 10−12. helyet szerezte meg. Ugyanebben az évben az U16 korosztályos ifjúsági sakkvilágbajnokságon a 8−14. helyen zárt. Egy évvel később az U16-osok között hasonló eredményt ért el, a 10. helyet szerezte meg. 2004-ben az U18 korosztályos ifjúsági sakk-Európa-bajnokságon a 4. helyen végzett.
A 2011-es nyári Universiadén a 4−6. helyet szerezte meg.

### Kiemelkedő felnőtt versenyeredményei
2012-ben megnyerte az Orosz Állami Szociális Egyetem (Росси́йский госуда́рственный социа́льный университе́т) sakkbajnokságának női nagymesterversenyét. Ugyanebben az évben a 69. grúz női sakkbajnokságon bronzérmet szerzett, majd Varsóban a II. Holuj-Radzikowska-emlékversenyen a 2. helyen végzett, és a 3. Bali Femenino női nemzetközi versenyen a 3. helyet szerezte meg.
2013-ban a 70. grúz női sakkbajnokságon ezüstérmet szerzett, majd holtverseny után a rájátszásban megszerezte az 1. helyet a III. Holuj-Radzikowska-emlékversenyen.
2015-ben megnyerte Grúzia női bajnokságát, és második lett az egyéni Európa-bajnokságon.

### Eredményei a világbajnokságokon
A 2017-es női sakkvilágbajnokságon a 2014-es sakk-Európa-bajnokságon elért 7. helyezése alapján szerzett kvalifikációt a kieséses rendszerű versenyen való indulásra. Az első körben Sofio Betadze ellen 2–0-ra győzött, a második körben a szintén grúz Nino Khurtsidze ellen többszöri rájátszás után 5–4-re kapott ki, és ezzel elesett a továbbjutástól.
A 2017-ről elhalasztott 2018-as női sakkvilágbajnokság versenysorozatában szabadkártyával vehetett részt a FIDE Women’s Grand Prix 2015–16 versenysorozatán. Az első versenyen 2016. februárban Teheránban csak a 11−12. helyen végzett, de májusban Batumiban már 3−4., novemberben Hanti-Manszijszkban a 2. helyet szerezte meg. Összesített pontszáma alapján a 7. helyen végzett.

## Eredményei csapatban
2012-től tagja Grúzia válogatottjának a sakkolimpiákon. A csapat a legjobb eredményt 2014-ben érte el, amikor a 4. helyen végzett. Egyéni teljesítménye alapján a 2016-os sakkolimpián ezüstérmet nyert.
Tagja volt a 2015-ben aranyérmes grúz női válogatottnak a nemzeti sakkcsapatok világbajnokságán. Egyéni teljesítményével bronzérmet szerzett.
2015-ben tagja volt a nemzeti sakkcsapatok Európa-bajnokságán bronzérmet szerző grúz válogatottnak.
A Bajnokcsapatok Európa-kupájában a Nona Batumi csapatával 2014-ben és 2015-ben arany-, 2016-ban ezüstérmes lett. Egyéni teljesítményével 2014-ben bronz-, 2015-ben aranyéremhez jutott.
A grúz sakkcsapatbajnokságban 2014-ben a Nona Adjara csapatával és egyéni teljesítménye alapján is  aranyérmet nyert.